# Tutto Zero
Tutto Zero è una doppia vhs del cantante Renato Zero uscita nel 1996.
Essa contiene il concerto tenuto al Teatro Sistina di Roma.
Sono stati tagliati dal concerto due brani: "Il Jolly" e "Non Sparare!".

## Tracce
1. Sogni nel buio (intro) +Vivo
2. Io uguale io
3. Per non essere così
4. Medley 1 (Il caos/Fantasmi/Chiedi di più/Regina/Che ti do')
5. Inventi
6. Fortuna
7. Spiagge
8. Periferia
9. Digli no
10. Manichini
11. Ho dato
12. Amando amando
13. Morire qui
14. Marciapiedi
15. Medley 2 (Amore sì, amore no/Baratto/Profumi, balocchi e maritozzi/Sbattiamoci/Amore al verde/Fiori d'arancio)
16. Felici e perdenti
17. Problemi
18. Nei giardini che nessuno sa
19. Medley 3 (Che bella libertà/Angeli/Bella gioventù/Figli della guerra/Uomo no/Arrendermi mai)
20. Spalle al muro
21. I migliori anni della nostra vita
22. Giorni
23. Triangolo/Mi vendo
24. Paleobarattolo
25. Il cielo

## Musicisti
- Pianoforte: Stefano Senesi
- Tastiere: Giorgio Costantini
- Basso: Maurizio Galli
- Chitarra: Luciano Ciccaglioni, Giorgio Cocilovo
- Batteria: Lele Melotti